# 速雨神社
速雨神社（はやさめじんじゃ）は、徳島県徳島市八多町に鎮座する神社である。

## 歴史
創建年は不詳。延喜式としては速雨神社の読みは「はやあめ」である。通称は雨の宮で、雨乞いの霊験があると伝わる。別当は高野山真言宗の金龍寺。
平安時代に八多町森時の宇母理比古神社と共に延喜式内社に列格された。境内には徳島市指定天然記念物に指定されたクスノキがある。

## 祭神
- 豊玉比女命

## 交通
- JR徳島駅より車で約30分。